# Dansk Sløjdlærerforening
Dansk Sløjdlærerforening var en forening for danske sløjdlærere i perioden 1898–1978.
Bag foreningens etablering i 1898 stod Herman Trier og Aksel Mikkelsen, og foreningen blev da også eksponent for den Mikkelsenske Sløjd, eller som man sagde: Dansk Sløjd, men den mest udbredte betegnelse var Dansk Skolesløjd.
Aksel Mikkelsen, der var forstander for Dansk Sløjdlærerskole, røg i uoverensstemmelse med forstander Anders Nielsen fra Askov Sløjdlærerskole, og Mikkelsens efterfølger, sløjdskoleforstander G.F. Krog Clausen fortsatte en uforsonlig linje over for Askov-folkene. Således havde vi to stærkt adskilte sløjdretninger, Dansk Skolesløjd og Askov Skolesløjd frem til de to retningers forening med hinanden i 1978, hvor Danmarks Sløjdlærerforening blev fælles forening for al sløjd i Danmark.
Dansk Sløjdlærerforening havde langt større udbredelse i landet end Sløjdforeningen af 1902, der var Askov-sløjdernes forening.
Som medlemsblad benyttedes i starten (fra 1899) et tillæg til bladet »Vor Ungdom«, og fra 1912 udsendtes Meddelelser fra Dansk Sløjdlærerforening som et tillæg i Dansk Sløjdforenings Meddelelser. I 1918 ophørte Dansk Sløjdforening med at eksistere. Det var samme år som staten overtog ejerskabet af Dansk Sløjdlærerskole. Herefter startede udgivelsen af bladet Dansk Skolesløjd, som udkom i perioden 1919–1978.
Ved sløjdskoleforstander Krog Clausens død i 1949 (han var ugift og barnløs) gik hans arv til et legat til fremme af Dansk Skolesløjd, og legatet finansierede foreningens forlag, »Dansk Sløjdlærerforenings Bogsalg«, der fra 1976 blev videreført som det selvejende »Dansk Skolesløjds Forlag«.
Ved en urafstemning i foråret 1978 vedtog foreningens medlemmer at opløse foreningen med henblik på den sammenslutning, der skete med Sløjdforeningen af 1902 til Danmarks Sløjdlærerforening ved den »samordnende generalforsamling« i Vejle den 11. marts 1978.

## Formænd for Dansk Sløjdlærerforening
- 1898-1902 R. Attrup, Frederiksberg
- 1912-1914 L.B. Laursen
- 1914-1918 L.E. Møller, Vejle (fra 1919 næstformand)
- 1918-1924 Jens Thamdrup, København
- 1924-1925 Jacob Peter Henriksen, f. 1880, Århus
- 1925-1952 Rasmus Christian Rasmussen (1887-1965), Frederiksberg
- 1952-1958 Jørgen Ring Langvad, Frederiksberg
- 1958-1976 V.L. Rosenbech, Århus
- 1976-1978 Ejvin Pedersen, Vejle